# Анатомија једног убиства
Анатомија једног убиства (енгл. Anatomy of a Murder) је амерички драмски криминалистички филм из 1959. године, режисера и продуцента Ота Премингера. Сценарио Вендела Мејза заснован је на истоименом роману из 1958. који је написао судија Врховног суда Мичигена Џон Д. Велкер под псеудонимом Роберт Трејвер. Велкер је роман засновао на случају убиства из 1952. у којем је био бранилац.
Главне улоге у филму тумаче Џејмс Стјуарт, Ли Ремик, Бен Газара, Артур О'Конел, Ив Арден, Кетрин Грант, Џорџ Си Скот, Орсон Бин и Мари Хамилтон. Судију је играо Џозеф Н. Велч, адвокат познат по томе што је изгрдио Џозефа Макартија током саслушања војске и Макартија. Музику за филм је компоновао Дјук Елингтон, који се такође појављује у филму. Мајкл Асимов, професор права на Универзитету Калифорније и коаутор књиге Reel Justice: The Courtroom Goes to the Movies (2006), описао га је као „вероватно најбољи филм о суђењу икада снимљен”.
Године 2012, филм је изабран за чување у Националном филмском регистру Сједињених Држава од стране Конгресне библиотеке као „културно, историјски или естетски значајан”.

## Радња
У Мичигену, адвокат из малог града Пол Биглер, бивши окружни тужилац који је изгубио своју кандидатуру за реизбор, проводи већину свог времена пецајући, свирајући клавир и дружећи се са својим пријатељом алкохоличарем и колегом Парнелом Макартијем и сардоничном секретарицом Маидом Ратлиџ.
Једног дана, Биглера контактира Лора Менион, у жељи да он брани њеног супруга, поручника америчке војске Фредерика „Менија” Мениона, који је ухапшен због убиства власника кафеа Бернарда „Барнија” Квила. Менион не пориче убиство, али тврди да је Квил силовао његову жену. Чак и са таквом мотивацијом, било би тешко ослободити Мениона од убиства, али Менион тврди да се не сећа тог догађаја, што сугерише да би могао бити квалификован за одбрану због неконтролисане побуде, верзије привременог лудила. Биглеров начин говора и опуштено држање крију оштар правни ум и склоност ка театралности у судници због које је судија заузет одржавањем контроле. Међутим, случај одбране не иде добро, посебно јер локалном окружном тужиоцу Мичу Лодвику помаже познати тужилац Клод Денсер из канцеларије државног тужиоца.
Штавише, тужилаштво у сваком случају покушава да блокира било какво помињање Менионовог мотива за убиство Квила. Биглер на крају успева да унесе силовање Лоре Менион у записник, а судија Вивер пристаје да дозволи да ово питање буде део разматрања. Током унакрсног испитивања, Денсер инсинуира да је Лора отворено флертовала са другим мушкарцима, укључујући човека за кога је тврдила да ју је силовао. Психијатри дају опречна сведочења о Менионовом стању ума у време када је убио Квила. Денсер каже да је Менион можда сумњао да га је Лора преварила јер је од ње, католкиње, тражио да се закуне на бројаници да ју је Квил силовао. Ово изазива сумњу да ли је тај чин био споразуман.
Квилово имање ће наследити Мери Пилант, коју Денсер оптужује да је Квилова љубавница. Макарти сазнаје да је Пилантова у ствари Квилова ћерка, што она жели да очува у тајности пошто је рођена ван брака. Биглер, који губи случај, покушава да убеди Пилантову да Ал Пакет, бармен који је био сведок убиства, можда зна да ли је Квил признао да је силовао Лору, али Пакет то прикрива, или зато што воли Пилантову или из лојалности Квилу. Преко Пилантове, Биглер не може да натера Пакета да сведочи у корист Мениона.
Током суђења, Лора тврди да јој је Квил поцепао доњи веш док ју је силовао; доњи веш није пронађен на месту где она тврди да се силовање догодило. Пилантова, која раније није знала за било какве детаље случаја, чује за ово током суђења, а затим каже Биглеру и касније сведочи да је пронашла доњи веш у вешерници гостионице јутро након наводног силовања. Биглер сугерише да је Квил можда покушао да избегне сумњу тако што је спустио доњи веш низ отвор за веш који се налази поред његове собе. Денсер покушава да утврди да су Пилантини одговори засновани на њеној љубомори. Када Денсер насилно тврди да је Квил био Пилантин љубавник и да је Пилантова лагала да би прикрила ову чињеницу, Пилантова шокира све изјавом да је Квил био њен отац. Менион је проглашен „невиним због лудила”. Након суђења, Биглер одлучује да отвори нову канцеларију, са сада трезним Макартијем као партнером.
Следећег дана, Биглер и Макарти путују до приколице Менионових да би узели Менионов потпис на меници за коју се надају да ће бити довољан залог за очајнички потребан кредит. Испоставља се да су Мениони напустили парк приколица, а надзорник тврди да је Лора плакала. Менион је оставио белешку за Биглера, наводећи да је његов бег био „неконтролисана побуда”, што је исто оправдање које је Биглер користио током суђења. Биглер наводи да га је Мери Пилант унајмила да изврши Квилов тестамент; Макарти каже да ће рад за њу бити „поетска правда”.

## Улоге
| Глумац        | Улога                    |
| ------------- | ------------------------ |
| Џејмс Стјуарт | Пол Биглер               |
| Ли Ремик      | Лора Менион              |
| Бен Газара    | поручник Фредерик Менион |
| Артур О'Конел | Парнел Макарти           |
| Ив Арден      | Маида Ратлиџ             |
| Кетрин Грант  | Мери Пилант              |
| Џорџ Си Скот  | Клод Денсер              |
| Орсон Бин     | др Метју Смит            |
| Рас Браун     | Џорџ Лемон               |
| Мари Хамилтон | Алфонс Пакет             |
| Брукс Вест    | Мич Лодвик               |
| Кен Линч      | Џејмс Дарго              |
| Џон Куален    | заменик шерифа Сало      |
| Џозеф Н. Велч | судија Вивер             |
| Дјук Елингтон | „Пај-Ај”                 |

## Продукција

### Инспирација
Дана 31. јула 1952. поручник Колман А. Питерсон пуцао је и убио Мориса Ченовета у Биг Беју, Мичиген. Велкер је унајмљен као бранилац неколико дана касније. Суђење је почело 15. септембра 1952, а помоћник државног тужиоца Ирвинг Бити помогао је тужиоцу округа Маркет, Едварду Томасу. Велкер је користио ретку верзију одбране за лудило под називом „неконтролисана побуда” која није коришћена у Мичигену од 1886. године. Порота је расправљала четири сата 23. септембра 1952, пре него што је донела пресуду оптужени да није крив због безумља. Два дана касније, након што је Питерсона прегледао психијатар који га је оценио здравим, пуштен је. Питерсон и његова супруга су се развели убрзо након суђења. Судија Окружног суда у Хилсдејлу Чарлс О. Арч Старији је судио у случају због болести локалног судије.

### Снимање
Филм је сниман на неколико локација на Горњем полуострву Мичиген (Биг Беј, Маркет, Ишпеминг и Мишигаме). Неке сцене су снимљене у Тандер Беј Ину у Биг Беју, један блок од кафане Ламберџек, места убиства 1952. које је инспирисало већи део романа. Филм је претпремијерно приказан 18. јуна 1959. у Чикагу, а Variety је изјавио да је то било 21 дан након завршетка снимања и рекорд за филм са великим буџетом. Прву пројекцију имао је у Ишпемингу и у Маркету 29. јуна 1959. године. Светска премијера филма одржана је 1. јула 1959. у Детроиту.

## Правни аспекти
Филм испитује очигледну погрешивост људског фактора у јуриспруденцији. На различите начине, све људске компоненте – браниоци и тужилаштво, оптужени и његова супруга и сведоци – имају своје различите ставове о томе шта је исправно или погрешно, и различите перспективе о интегритету, правди, моралу и етици. Ослањање на кредибилитет сведока и „проналажење чињеница” на основу тих одређења је „Ахилова пета” судског процеса.
Једно контроверзно правно питање у овом филму је могуће тренирање сведока, што је кршење правне етике. Једину веродостојну правну одбрану коју поручник Менион има — одбрана од лудила — практично је изнео збуњеном Мениону његов будући адвокат, који затим привремено прекида разговор и предлаже Мениону да преиспита свој чињенични/правни став. Подучавање сведока од стране тужилаштва је још очигледније јер позивају друге затворенике који чекају на изрицање казне да сведоче против Мениона, што је приказано као подметање кривоклетства у извесној мери. Први сугерише да окривљени можда прикрива истину и манипулише својом причом како би добио најбољу могућу пресуду, а други да је тужилаштво нагодбом о признању кривице закачило могућу блажу казну као подстицај за лажно сведочење.

## Пријем
Језик коришћен током филма запрепастио је градоначелника Чикага Ричарда Џ. Дејлија и његовог комесара полиције. Као резултат тога, филм је привремено забрањен у граду са великом концентрацијом католика. Премингер је поднео захтев савезном суду у Илиноису и одлука градоначелника је поништена. Филму је дозвољено да буде приказиван након што је суд утврдио да је клинички језик током суђења био реалистичан и одговарајући у контексту филма. Часопис Variety је тврдио да филм садржи речи које се никада раније нису чуле у америчким филмовима са печатом продукцијског кода Америчке филмске асоцијације као што су „контрацепција”, (сексуални) „врхунац” и „сперматогенеза”.
У другој савезној тужби у Чикагу, ћерка жртве убиства из стварног живота из случаја из 1952. тужила је компаније Dell Publishing и Columbia Pictures у јулу 1960. за клевету због оптужби да су књига и филм „превише пажљиво пратили [стварно суђење]” и осликавали две жене у неласкавом светлу; тужба је одбачена мање од годину дана касније у мају 1961. године.
Филм је наишао на добар пријем међу припадницима правне и образовне професије. Америчка адвокатска комора га је 1989. године оценила као један од 12 најбољих судских филмова свих времена. Поред заплета и музичке партитуре, у чланку је наведено: „Прави врхунац филма је његова способност да покаже како се развија правна одбрана у тешком случају. Колико би се филмова о суђењу усудило провести толико времена гледајући како адвокати раде оно што многи адвокати радите највише (а најмање уживају) — истражују?” Филм је такође коришћен као наставно средство на правним факултетима, јер обухвата (са становишта одбране) све основне фазе у систему кривичног правосуђа САД од интервјуа са клијентима до оптужби током суђења. Филм је наведен као број 4 од 25 „најбољих правних филмова” од стране Америчке адвокатске коморе.
Процењује се да је филм зарадио око 11 милиона долара, чиме је зарадио 5,5 милиона долара од изнајмљивања биоскопа у САД и Канади. Зарадио је ренте од 8 милиона долара широм света.
Филмски критичари су приметили моралну двосмисленост, где адвокат из малог града тријумфује лукавством, прикривеношћу и преваром. Филм је искрен и директан. Језик и сексуалне теме су експлицитне, у супротности са временом (и другим филмовима) када је настао. Црно-бела палета се види као допуна оштром пејзажу Горњег полуострва Мичигена. Филм је „направљен црно-бело, али је пун локалних боја”.
Босли Краутер, филмски критичар за The New York Times, рекао је: „Након бесконачног низа судских мелодрама које су мање-више прекорачиле границе људског разума и правила адвокатуре, весело је и фасцинантно видети ону која величанствено сече линија драматичног али разумног понашања и правилног поступка на суду. Таква је Анатомија једног убиства, која је јуче приказана у Критеријуму и Плази. То је најбоља судска мелодрама коју је овај стари судија икада видео... Осим чињенице да ова драма постаје мало заморна на одређеним местима – у своја два сата и четрдесет минута, од којих је већина проведена на суду – скоро је беспрекорна као слика америчког суда, карактера из малог града и просечне прљавштине злочина.”
Часопис Time је сматрао да је филм био у добром ритму, добро одглумљен и да је експлицитан језик оправдан у контексту филма.
У јуну 2008, Амерички филмски институт је објавио АФИ-јевих 10 топ 10, листу 10 најбољих филмова у 10 „класичних” америчких филмских жанрова, након анкетирања преко 1.500 људи из креативне заједнице. Анатомија једног убиства изабрана је за седми најбољи филм у жанру судске драме.
На сајту Rotten Tomatoes филм има рејтинг одобравања од 100% на основу 50 испитаних критичара; просечна оцена је 8,70/10. Консензус сајта гласи: „Као једна од најбољих биоскопских судских драма, Анатомија једног убиства је напета, изазива размишљање и бриљантно одглумљена, са сјајним изведбама Џејмса Стјуарта и Џорџа Си Скота”.

## Музика
Џез партитуру за филм компоновали су Дјук Елингтон и Били Стрејхорн, а одсвирао ју је Елингтонов оркестар. У филму се појављује неколико пратилаца Елингтон бенда, укључујући Џимија Хамилтона, Џимија Џонсона, Реја Ненса и Џимија Вуда, а сам Елингтон игра лик „Пај-Аја”.
Мервин Кук, у Историји филмске музике, тврди да, упркос томе што се чује „у деловима”, партитура „садржи неке од његових најадикативнијих и најречитијих музичких тема... и мами примамљивим мирисом фаталне жене”. Укључујући мале комаде Билија Стрејхорна, историчари филма га препознају као „маркер—прву значајну холивудску филмску музику Афроамериканаца која садржи недијегетску музику, односно музику чији извор није видљив или имплициран радњом у филму, као што је бенд на екрану.” Партитура избегава културне стереотипе који су раније карактерисали џез партитуре и „одбацивали су стриктно придржавање визуелних ефеката на начин који је наговестио Нови талас биоскопа 1960-их.”
Саундтрек албум, који садржи 13 нумера, објавила је Columbia Records 29. маја 1959. године. CD је објављен 28. априла 1995. и поново га је издао Sony у делукс издању 1999. године.

### Пријем
Музички критичар Detroit Free Press-а Марк Страјкер закључио је: „Иако је неопходан, мислим да је резултат превише неодређен да би се сврстао у највиши ранг међу Елингтон-Стрејхорн ремек-делима као што су Such Sweet Thunder и The Far East Suite, али су најинспиративнији тренуци једнаки са њима.” Партитура користи „прегршт тема, бесконачно рекомбинованих и реоркестрираних. Елингтон никада није написао заводљивију мелодију од „Flirtibird-а” од које се љуљају кукови, која садржи „неодољиво похотљив тремор” Џонија Хоџиса на алто саксофону. Уходани ритам једва да садржи узаврело насиље главне насловне музике” Партитура је јако уроњена у „мирис блуза и Елингтонов оркестар пршти бојама”. Рецензија AllMusic-а доделила је албуму 3 звездице и назвала га „виртуозном џез партитуром — ћудљивом, духовитом, секси и — на свој тих начин — разиграном”.
The AllMusic review by Bruce Eder awarded the album 3 stars and called it "a virtuoso jazz score—moody, witty, sexy, and—in its own quiet way—playful".
Елингтонова партитура освојила је три награде Греми 1959. године, за најбоље извођење оркестра за плес, најбољу музичку композицију која је први пут снимљена и објављена 1959. и најбољи саундтрек албум.
| Професионални рејтинг                | Професионални рејтинг |
| Резултати                            | Резултати             |
| Извор                                | Рејтинг               |
| ------------------------------------ | --------------------- |
| AllMusic                             | [ 42 ]                |
| The Penguin Guide to Jazz Recordings | [ 43 ]                |
| The Rolling Stone Jazz Record Guide  | [ 44 ]                |

### Листа нумера

#### Оригинално издање
Аутор(и) свих песама: Дјук Елингтон и Бил Стрејхорн.
| №   | Назив                          | Трајање |  |
| 1.  | Main Title/Anatomy of a Murder | 3:57    |  |
| 2.  | Flirtibird                     | 2:14    |  |
| 3.  | Way Early Subtone              | 3:59    |  |
| 4.  | Hero to Zero                   | 2:11    |  |
| 5.  | Low Key Lightly                | 3:39    |  |
| 6.  | Happy Anatomy                  | 2:35    |  |
| 7.  | Midnight Indigo                | 2:46    |  |
| 8.  | Almost Cried                   | 2:26    |  |
| 9.  | Sunswept Sunday                | 1:53    |  |
| 10. | Grace Valse                    | 2:30    |  |
| 11. | Happy Anatomy II               | 1:28    |  |
| 12. | Haupe                          | 2:36    |  |
| 13. | Upper and Outest               | 2:23    |  |

#### CD бонус издање
Аутор(и) свих песама: Дјук Елингтон и Бил Стрејхорн.
| №   | Назив                                                                    | Трајање |  |
| 14. | Anatomy of a Murder                                                      | 2:44    |  |
| 15. | Merrily Rolling Along (aka Hero to Zero)/Sunswept Sunday                 | 3:49    |  |
| 16. | Beer Garden                                                              | 1:53    |  |
| 17. | Happy Anatomy                                                            | 2:43    |  |
| 18. | Polly (aka Grace Valse, Haupe, Low Key Lightly, Midnight Indigo)         | 3:35    |  |
| 19. | Polly                                                                    | 3:54    |  |
| 20. | Happy Anatomy                                                            | 2:15    |  |
| 21. | More Blues                                                               | 2:15    |  |
| 22. | Almost Cried (aka Flirtibird)                                            | 2:13    |  |
| 23. | Soundtrack Music: Anatomy of a Murder (Duke Ellington a la Guy Lombardo) | 2:29    |  |
| 24. | Anatomy of a Murder                                                      | 2:36    |  |
| 25. | The Grand Finale (Rehearsal/Lines/Interview/Music/Stings/Murder)         | 10:47   |  |

### Персонал
- Дјук Елингтон: клавир
- Кет Андерсон, Шорти Бејкер, Херби Џоунс, Кларк Тери, Џералд Вилсон: труба
- Реј Нанс: труба, виолина
- Квентин Џексон, Брит Вудман: тромбон
- Џон Сандерс: вентил тромбон
- Џими Хамилтон: кларинет, тенор саксофон
- Џони Хоџис: алто саксофон
- Расел Прокоп: алто саксофон, кларинет
- Пол Гонсалвес: тенор саксофон
- Хари Карни: баритон саксофон, кларинет, бас-кларинет
- Џими Вуд: контрабас
- Џејмс Џонсон: бубњеви

## Сценска адаптација
Након што је Трејверов роман објављен, St. Martin's Press је планирао да га адаптира за позориште, намеравајући да направи бродвејску продукцију, по којој би потом био снимљен филм. Пре него што је умро у децембру 1957, Џон ван Друтен је написао груби нацрт адаптације представе. Неко време након тога, издавач је тада ставио на располагање филмска права, која је откупио Ото Премингер.
Коначно, Трејверову књигу је 1963. адаптирао за сцену Елиху Винер. Представа је премијерно приказана у позоришту Мил Рун у предграђу Чикага, а објавио ју је 1964. Семјуел Френч.